# Кеннеди, Майкл
Джордж Майкл Синклер Кеннеди (англ. George Michael Sinclair Kennedy; 19 февраля 1926, Манчестер — 31 декабря 2014) — английский музыковед и музыкальный журналист.
В 1941 г. начал работать в манчестерском бюро газеты Daily Telegraph, подавая чай и кофе сотрудникам. После военной службы в Королевском флоте вернулся в ту же газету помощником редактора. С 1948 г. начал публиковаться как музыкальный критик, в 1950 г. занял соответствующую штатную должность. В 1960—1986 гг. главный редактор североанглийского издания Daily Telegraph, в 1986—2005 гг. соредактор отдела музыкальной критики, одновременно в 1989—2005 гг. главный музыкальный критик воскресного приложения The Sunday Telegraph.
Как музыковед Кеннеди был специалистом по английской и германской музыке позднего романтизма. Три его книги посвящены Рихарду Штраусу, включая отдельное исследование о его симфонических поэмах (англ. Strauss Tone Poems; 1984) и получивший высокие оценки итоговый труд «Рихард Штраус: Человек, музыкант, загадка» (англ. Richard Strauss: Man, Musician, Enigma; 1999). В 1974 году вышла написанная Кеннеди биография Густава Малера. Из своих соотечественников Кеннеди больше всего внимания уделил Эдуарду Элгару (три книги), опубликовал обзорную книгу о музыке Ральфа Воан-Уильямса (англ. The Works of Ralph Vaughan Williams; 1964), биографии Джона Барбиролли (1971), Бенджамина Бриттена (1981), Адриана Боулта (1987), Уильяма Уолтона (1989). Кроме того, Кеннеди занимался историей музыкальной жизни в Манчестере: его первой книгой стала история Оркестра Халле (англ. The Hallé Tradition: a Century of Music; 1960), в 1982 г. вышло дополненное издание (англ. The Hallé, 1858-1983: A History of the Orchestra). Под редакцией Кеннеди вышла автобиография Халле вместе с отдельными письмами и дневниковыми записями (1972). Ему принадлежит также история Манчестерского колледжа музыки (англ. The History of the Royal Manchester College of Music, 1893–1972; 1971). Важной работой Кеннеди является «Оксфордский музыкальный словарь» (англ. The Oxford Dictionary of Music; первое издание 1980).
В 1971—2006 гг. член совета директоров Королевского Северного колледжа музыки. Почётный доктор Манчестерского университета (2003), почётный член Королевского филармонического общества (2005). Офицер (1981) и командор (1997) Ордена Британской империи.